# スペーサー (コンクリート工事用)
スペーサー（spacer）は、建設工事において鉄筋コンクリートを打設する際、鉄筋が動かないように所定の位置へ固定させるとともに、必要なかぶりを保つために用いる材料である。

## 概要
土木や建築などの建設工事において鉄筋コンクリート構造物を構築するときは、現場の状況に合わせて鉄筋を組み立て、型枠を組んで生コンクリートを打設することが多い。このとき、組み立てた鉄筋の位置や間隔が狂うと、鉄筋コンクリート構造物の強度に影響を及ぼす恐れがある。またかぶりの厚さが不足すると鉄筋が酸化し、鉄筋コンクリート構造物の強度を低下させる結果となる。しかし、施工ミス、組み立てた鉄筋への振動や衝撃、生コンクリートを打設する際に作用する圧力などによって鉄筋の位置に狂いが出たり、かぶり不足になったりする恐れがある。それらを防ぎ、所定通りの強度を得、構造物の耐久性を確保するためにスペーサーが使用される。
スペーサーは鉄筋コンクリート内に埋没して構造物の一部となるため、スペーサーの材質・形状・寸法は、場所や目的に応じて適切なものを使用する必要がある。
国土交通省や各都道府県の『土木工事共通仕様書』『公共建築工事標準仕様書』、各地方整備局の『土木工事共通特記仕様書』などでは、鉄筋のかぶりを確保するために、スペーサーの使用とともに材料や使用量等が定められている。
スペーサーの選定や配置の検討におけるガイドラインとして『コンクリート標準示方書[施工編]』（土木学会）、『建築工事標準仕様書』（日本建築学会）がある。また『鉄筋工事用スペーサ 設計・施工ガイドライン』（日本土木工業協会、1994）には選定条件、耐荷力の評価方法、設計・施工・技術指針などがまとめられている。

## 材質
スペーサーの一般的な材質としては、プラスチック製、鋼製、コンクリート製、モルタル製、セラミック製等がある。

### プラスチック製
プラスチック製は安価であり、軽くて錆びず丈夫であって使い勝手がよいことから、建築工事では多く使用されている。しかし、コンクリートとの熱膨張率の相違、付着及び耐荷力不足等の問題がある。その結果、コンクリートにひび割れが発生し、そこから水等が侵入して鉄筋が錆び、構造物の弱体化を招く恐れがあるため、使用や施工には注意を要する。
形状はメーカーによって様々であるが、壁や柱には車輪の形をしたドーナツ型、スラブや梁にはサイコロ型が主に用いられる。

### 鋼製
鋼製はプラスチック製より重量はあるものの安価で使い勝手がよく、加工の容易さからバー型を始めとして様々な形状のものが製作されていることから、土木工事、建築工事問わず使用されている。メーカーによっては受注生産も行われている。
鋼製を使用する場合は、本体の鉄筋と同等以上の品質を有するものを使用する必要がある。通常、型枠と接する部分には防錆処理が行われている。ただしこの場合、スペーサーがコンクリート表面に露出することとなるため、この部分から錆び始め、徐々に内部の鉄筋まで腐食し、鉄筋コンクリート構造物の強度を低下させる恐れがある。また表面の錆は外観（見栄え）上の問題もある。
土壌や水の塩分濃度が高い場所、温泉地域などでは腐食する恐れがあるので、使用には注意を要する。

### コンクリート製・モルタル製
コンクリート製、モルタル製は耐久性があり、生コンクリートとの親和性が高いことから、トンネルや地下構造物、海洋構造物などの土木工事で多く用いられている。また建築工事でも基礎などで使用されている。基礎、スラブ、梁などではサイコロ型やブロック型、壁や柱では馬蹄型、ロケット型、ドーナツ型などある。
モルタル製、コンクリート製を使用する場合は、本体コンクリートと同等以上の品質を有するものを使用する必要がある。また型枠と接する部分では、モルタル製あるいはコンクリート製を用いることが原則とされている。
コンクリート製、モルタル製は、プラスチック製、鋼製と比べて鉄筋へ固定する方法が難しい。そのため、フック、グリップ、キャッチャー、結束線などが着いたものを使用して固定しているが、固定力はプラスチック製などと比べて劣ることがある。コンクリート製、モルタル製は重いため、使い勝手はプラスチック製などより悪い。
基礎などで用いられる四角いサイコロ型のスペーサーは、その形から「キャラメル」と呼ばれることがある。

### ステンレス製
ステンレス製は、コンクリート製やモルタル製と同等の強度があり、使い勝手はそれよりも良い。しかし、鉄筋との異種金属間の接触腐食について不明確な点もあり、使用頻度は他のものと比べて低い。

## その他
場所打ちコンクリート杭基礎工法で、孔壁と鉄筋との間を保つために用いるものも「スペーサー」と呼ぶ。ケーシングチューブを使用している場合はD13以上の鉄筋を、使用していない場合は鋼板を用いることが、国土交通省『公共建築工事標準仕様書（建築工事編）』に記載されている。
石工事において目地幅を調整するために石材間に挟む材料も「スペーサー」と呼ぶが、本項目とは使用目的、使用内容が異なるので省略する。